# 栃木青年師範学校
| 栃木青年師範学校 （栃木青師） | 栃木青年師範学校 （栃木青師） |
| ----------------------------- | ----------------------------- |
| 創立                          | 1944年                        |
| 所在地                        | 栃木県平石村 （現・宇都宮市） |
| 初代校長                      | 柴田文平                      |
| 廃止                          | 1951年                        |
| 後身校                        | 宇都宮大学                    |
| 同窓会                        | 宇都宮大学 教育学部同窓会     |

栃木青年師範学校 （とちぎせいねんしはんがっこう） とは、1944年 （昭和19年） に設立された青年師範学校である。

## 概要
- 1936年設立の栃木県立青年学校教員養成所の官立移管により設立された。
- 学制改革により、新制宇都宮大学学芸学部 （現・教育学部） の母体の一つとなった。

## 沿革
- 1922年3月： 栃木県立実業補習学校教員養成所設立。
- 1922年5月23日： 授業開始。
- 1930年3月： 栃木県立実業教員養成所と改称。
  - 2年制で、隔年募集。
- 1936年3月： 栃木県立青年学校教員養成所と改称。
- 1937年： 毎年募集に変更。
- 1938年3月： 男子臨時養成科を併設 （1940年廃止）。
  - この年、同窓会の寄附により生徒実習農場 （河内郡平石村） を開設。
- 1941年11月： 宇都宮高農校内から生徒実習農場所在地に移転。
- 1944年4月1日： 官立移管され、栃木青年師範学校設置。
- 1946年2月： 学生大会、校長・教授らの即時退職や軍国主義教育の一掃を要求。
- 1949年5月31日： 新制宇都宮大学発足。
  - 栃木師範学校と共に学芸学部の母体となり、宇都宮大学栃木青年師範学校として包括された。
- 1951年3月31日： 宇都宮大学栃木青年師範学校、廃止。

## 歴代校長
- 初代： 柴田文平
  - 宇都宮農専教授

## 校地の変遷と継承
前身の栃木県立実業補習学校教員養成所は県立宇都宮農学校で発足後、河内郡平石村峰（現・宇都宮市峰町、宇都宮大学峰キャンパス）の宇都宮高等農林学校校内に移転、栃木県立実業教員養成所と改称した。栃木県立青年学校教員養成所時代に同窓会から生徒実習農場の寄附を受け、1941年には高等農林校内から同地に移転した（河内郡平石村大字石井上野地内、現・宇都宮市石井町2980番地）。後身の官立栃木青年師範学校は同地を引き続き使用した。

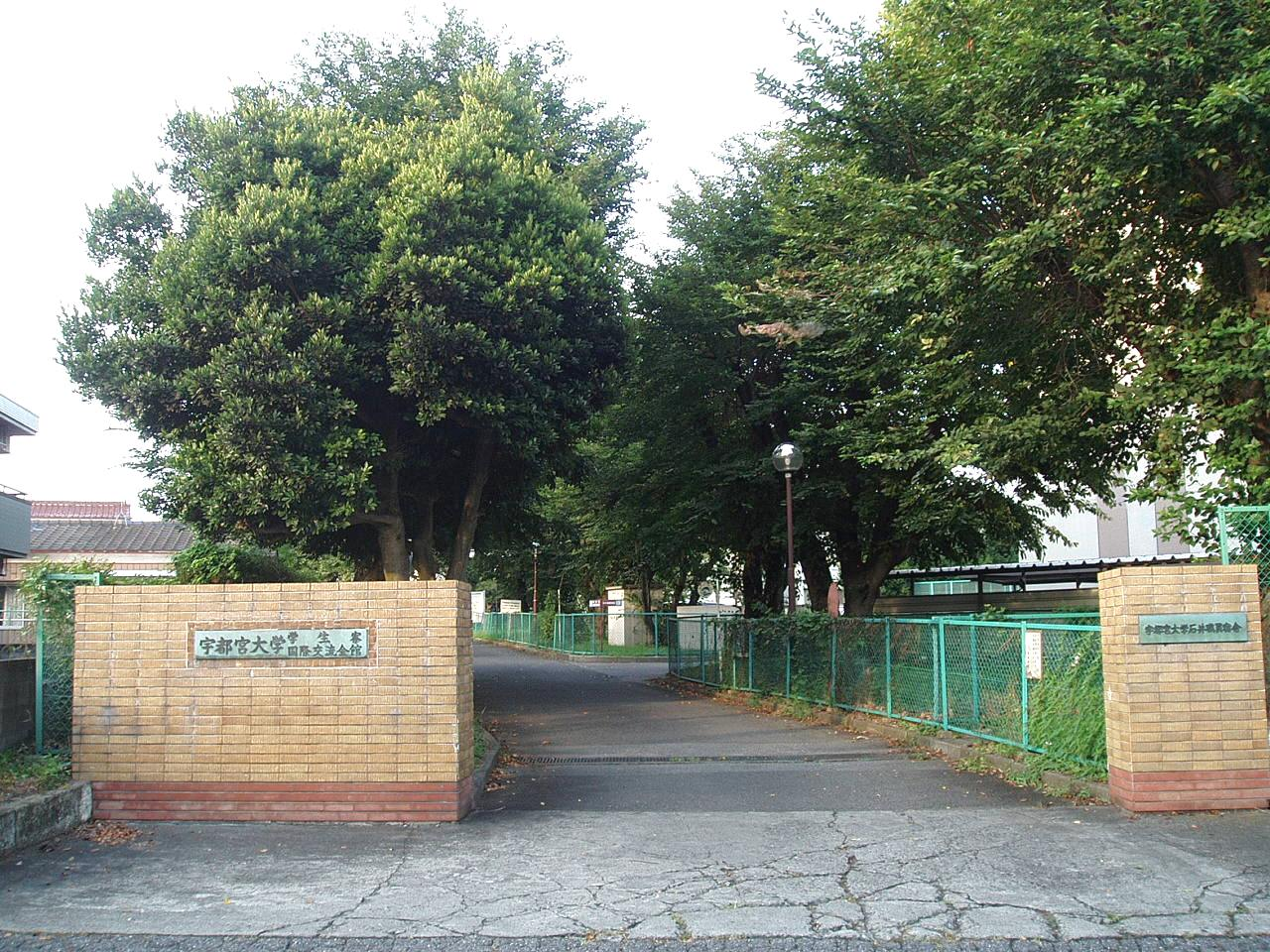
宇都宮大学学生寮入り口

新制宇都宮大学発足後、旧・青師校地は農学部附属石井農場として継承されたが、1959年、同地に学生寮を統合することになったため、農場は中央農場（現・峰キャンパス内）に統合移転した。旧・青師校地には「志峰寮」が建設され、これに旧・青師「石井寮」、旧・農専「自律寮」・「姿川寮」、旧・師範男子寮「啓明寮」が順次統合された。1973年には女子寮「清和寮」も統合され、志峰寮第5寮となった。1982年、入退寮権や経費負担をめぐる寮生との紛争から、大学側は志峰寮の入寮を停止した。1988年、志峰寮は廃止され、第4棟が改装の上で新規格寮「第1寮」（男子寮）となった。1990年には「第2寮」（女子寮）が発足。また1989年には第1寮西側に留学生寮「国際交流会館」が設置され、現在に至っている。

## 参考書籍
- 宇都宮大学教育学部史編纂委員会（編） 『宇都宮大学教育学部百十五年史』 宇都宮大学教育学部、1989年3月。
- 宇都宮大学大学史編纂委員会（編） 『宇都宮大学四十年史』 宇都宮大学、1990年3月。